# Deyvid Sacconi
Deyvid Franck Silva Sacconi, plus communément appelé Deyvid Sacconi, né le 10 avril 1987 à Alfenas, est un footballeur professionnel brésilien. Il joue au poste de milieu de terrain offensif.

## Biographie
Formé au sein du club de Guarani, Deyvid Sacconi qui a également un passeport italien a été transféré du côté de Palmeiras en 2007 où il n’était pas un titulaire indiscutable.

## Clubs successifs
- jan. 2005-2007 :  Guarani FC
- 2007-jan. 2012 :  Palmeiras
  - mars 2010-2010 :  Goiás EC (prêt)
  - 2010-jan. 2011 :  Grêmio Barueri Futebol Ltda (prêt)
  - jan. 2011-2011 :  Clube Náutico Capibaribe (prêt)
  - 2011-déc. 2011 :  Clube Atlético Bragantino (prêt)
- fév. 2012-déc. 2012 :  Vegalta Sendai
- mars 2013-2013 :  Clube Atlético Bragantino
- 2013-2014 :  Khazar Lankaran
- 2014-déc. 2014 :  ABC Natal
- déc. 2014-avr. 2015 :  CSA
- avr. 2015-2015 :  Luverdense EC
- depuis jan. 2016 :  Daegu FC